# Michał Józef Römer
Michał Józef Römer (ur. 2 września 1778, zm. 14 stycznia 1853) – polityk, pisarz, wolnomularz. Syn Stefana Dominika Römera i Anny Pac.
Urodził się w Wilnie, gdzie spędził większość życia. Był absolwentem Szkoły Głównej Wileńskiej. W czasie wojen napoleońskich przez krótki okres był prezydentem Wilna. W latach 1817–1820 był gubernialnym marszałkiem szlachty, stojącym na czele sejmiku wileńskiego. W roku 1817 pod jego przewodnictwem gubernialny sejmik wileński opowiedział się za zniesieniem poddaństwa. Był lokalnym przywódcą Towarzystwa Patriotycznego, a także działaczem Towarzystwa Szubrawców.